# داروی بدون نسخه

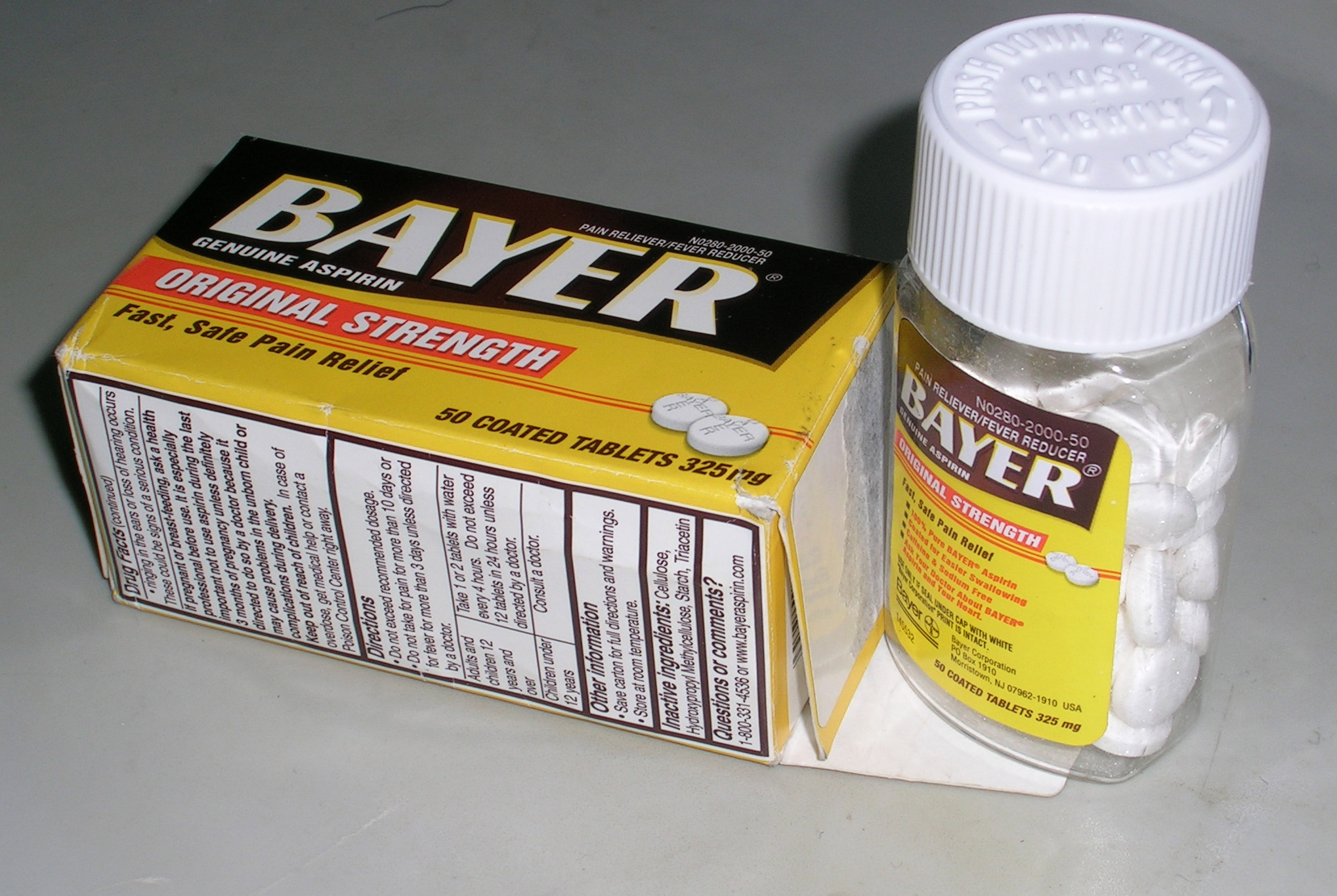
یک داروی بدون نسخه (OTC) با درپوش مقاوم برای حفاظت از کودکان و جعبه مقوایی مقاوم آن در برابر دستکاری

داروی بدون نسخه (به انگلیسی: Over the counter drug) به دارویی گفته می‌شود که برای تهیهٔ آن نیاز به نسخه پزشک نمی‌باشد. معمولاً در هر کشوری بنا به متغیرهای گوناگون فهرستی از داروها در این دسته قرار می‌گیرند. این فهرست در کشورهای مختلف متفاوت است. به‌طور معمول شامل مکمل‌های غذایی، مسکن‌های پر کاربرد و بدون ایجاد وابستگی، ضدحساسیت‌ها و تب‌برها و ضداحتقان‌ها در این دسته از داروها قرار می‌گیرند.

## ایالات متحده آمریکا
در ایالات متحده تعیین داروهای بدون نسخه در اختیار اف‌دی‌ای است. در بعضی موارد استفاده از بعضی از این داروها محدودیت سنی دارد. برای نمونه داروهای ضدبارداری اورژانس فقط در اختیار دختران و زنان ۱۷ سال و بالاتر قرار می‌گیرد. 
چالش‌های عرضه داروهای OTC در ایران
با وجود مزایای فراوان، فروش داروهای OTC در داروخانه‌های ایران با چالش‌هایی روبه‌روست:
آگاهی ناکافی بیماران: بسیاری از افراد بدون اطلاع دقیق از دوز صحیح یا تداخلات احتمالی، دارو مصرف می‌کنند.
فروش خارج از قفسه: برخلاف برخی کشورها که داروهای OTC در قفسه‌های در دسترس مشتری قرار دارند، در ایران اغلب این داروها پشت کانتر نگهداری می‌شوند که باعث کاهش شفافیت و استقلال مصرف‌کننده می‌شود.
عدم استانداردسازی فهرست OTC: هنوز لیست جامع و رسمی OTC در ایران تدوین نشده یا به‌روز نیست و داروسازان بسته به تجربه و رویه‌های محلی تصمیم می‌گیرند.
تداخلات و منع مصرف: برخی داروهای OTC می‌توانند با داروهای نسخه‌ای تداخل داشته باشند یا در گروه‌های خاص (مانند کودکان، سالمندان یا زنان باردار) ممنوع باشند، اما اطلاع‌رسانی کافی به مصرف‌کننده انجام نمی‌شود.